# 莱奥纳多·芬奇
莱奥纳多·芬奇（義大利語：Leonardo Vinci，1690年—1730年5月27日），意大利作曲家，以其40部左右的歌剧而闻名，他的其他类型的作品留存下来的相对较少。作为那不勒斯歌剧学派的核心支持者，他对约翰·阿道夫·哈塞和乔瓦尼·巴蒂斯塔·佩尔戈莱西等后来的歌剧作曲家产生了相当大的影响。